# Inoceramen
Die Inoceramen (Inoceramidae) sind eine ausgestorbene Familie der Muscheln (Bivalvia), die zur Ordnung Myalinida innerhalb der Autolamellibranchiata gestellt wird. Es handelte sich um eine ausschließlich marin lebende Muschelgruppe. Die ältesten Inoceramen kennt man aus dem Unter-Perm, die letzten Arten sind an der Kreide-Tertiär-Grenze (KT-Impakt) ausgestorben.

## Charakterisierung

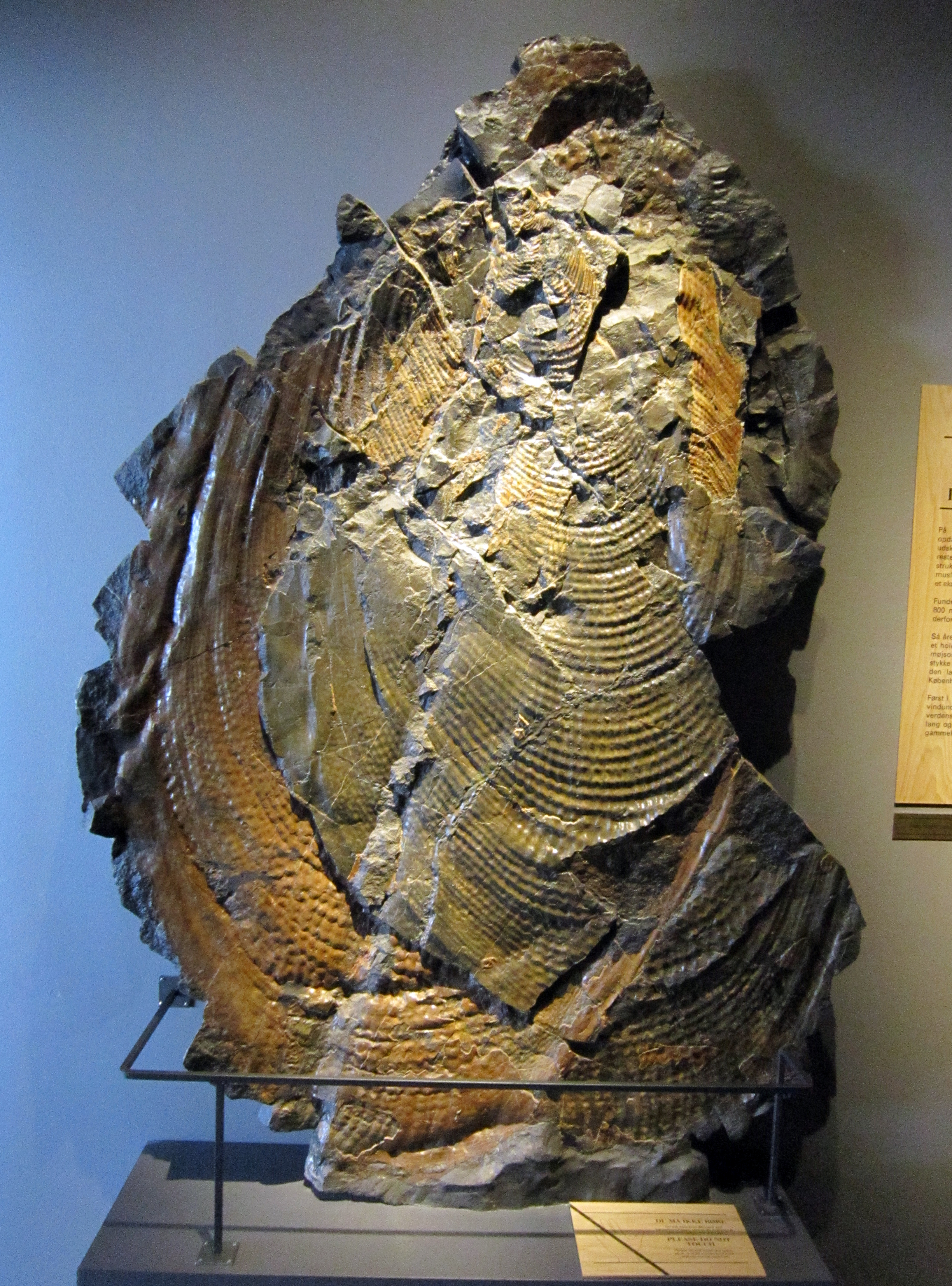
Sphenoceramus steenstrupi, Gehäuselänge 1,87 m (Grönland).

Die Gehäuse der Inoceramen sind immer mehr oder weniger gleichklappig, schwach bis stark ungleichkgleichseitig. In der Regel ist die linke Klappe deutlich mehr gewölbt als die rechte Klappe. Die Gehäuseform ist variabel, meist jedoch rundlich bis länglich-oval. Der vordere Flügel (der Pteriida) kann noch relativ groß sein, aber auch fast fehlen. Dagegen ist der hintere Flügel immer vorhanden, jedoch ist er sehr unterschiedlich groß. Meist sind nur konzentrische Anwachsstreifen oder Rippen vorhanden, selten radiale Rippen. Die verhältnismäßig dicke Schale besteht aus einer inneren Lage mit aragonitischen, perlmuttrigen Mikrostrukturen und einer äußeren, kalzitischen und prismatischen Lage. Unter weniger guten Erhaltungsbedingungen können die aragonitischen Lagen weggelöst werden und die kalzitische Lage in einzelne Prismen zerfallen. Das Schloss ist weitgehend reduziert, Schloßzähne fehlen bei fast allen Arten. Auch der vordere Schließmuskel ist meist mehr oder weniger deutlich reduziert. Das Ligament ist breit und weist mehrere Ligamentgruben auf. Die meisten Formen besitzen einen Byssus. Einzelne Arten der Inoceramen erreichten mit zwei bis drei Metern Länge beachtliche Größen.

## Lebensweise
Die Inoceramen waren eine ausschließlich marin lebende Muschelgruppe, die meist an Hartteilen auf dem Meeresboden mit Hilfe des organischen Byssus angeheftet waren. Sie waren anscheinend tolerant gegen sauerstoffarme Umgebungen (Funde in Schwarzschiefer deuten darauf hin). Sie werden aber auch in einer Vielzahl anderer Lebensräume von den Schelfbereichen bis zur Küste gefunden. Für einige Arten wird eine Symbiose mit chemotrophen Bakterien diskutiert. Die Arten waren meist weit verbreitet, zum Teil sogar kosmopolitisch und in der Oberkreide nur für relativ kurze Zeitspannen charakteristisch.

## Leitfossilien
Inoceramen stellen vor allem in der Oberkreide, aufgrund des in geologisch bemessenen Zeiträumen kurzzeitigen Auftretens bestimmter Arten und deren weiträumiger geographischer Verbreitung, wichtige Leitfossilien. Inoceramus crippsi kommt im Cenomanium vor, I. labiatus und I. lamarcki sind leitend im Turonium. Das Ende des Turoniums ist durch das Einsetzen von Cremnoceramus rotundatus definiert.

## Systematik
Die Inoceramen werden heute in die Ordnung Myalinida Paul, 1939 gestellt.
- Überfamilie †Inoceramoidea Giebel, 1852
  - Familie †Inoceramidae Giebel, 1852
    - Inoceramus Sowerby, 1814
    - Birostrina Sowerby, 1821
    - Cremnoceramus Cox, 1969
    - Mytiloides Brongniart, 1822

und noch ca. 20 andere Gattungen. Die Systematik ist z. T. noch sehr uneinheitlich. Viele Gattungen werden von manchen Autoren auch nur als Untergattung von Inoceramus betrachtet oder ganz abgelehnt.

## Einzelnachweis
1. ↑  MolluscaBase: Myalinida †